# Ehrennadel für langjährige Mitgliedschaft in den Gewerkschaften
Die Ehrennadel für langjährige Mitgliedschaft in den Gewerkschaften war in der Deutschen Demokratischen Republik (DDR) eine nichtstaatliche Auszeichnung des Freien Deutschen Gewerkschaftsbundes (FDGB), welche 1954 gestiftet wurde. Ihre Verleihung erfolgte an Veteranen der Gewerkschaftsbewegung für langjährige Zugehörigkeit in folgenden Abstufungen:
- 40-jährige Zugehörigkeit
- 50-jährige Zugehörigkeit
- 60-jährige Zugehörigkeit
- 70-jährige Zugehörigkeit und
- 75-jährige Zugehörigkeit

## Aussehen und Trageweise
Getragen wurde die Ehrennadel am linken Rockaufschlag am Anzug. Die erste Form, welche bis 1972 verliehen wurde, zeigt in ihrer Grundform eine rote Fahne, auf der das Symbol des FDGB zu sehen ist. Die Fahne selbst ruhte dabei auf einem angedeuteten Lorbeerkranz der jedoch zu größten Teil von der Fahne verdeckt war. An seinem oberen Ende war die Zahl der jeweiligen Zugehörigkeit zu lesen, z. B. 75 wobei in diesem Fall der Kranz, die Umrandung der Fahne vergoldete sowie die Zahl rot emailliert bzw. lackiert war. Ab 1972 wurde dann die Form des Abzeichens letztmals verändert. Ab diesem Zeitpunkt bestand die fast viereckige Ehrennadel aus  dem Logo des FDGB umrahmt von einem Lorbeerkranz an dessen unteren Ende mittig die Jahreszahl der Zugehörigkeit zu lesen ist.